# Список замков Ренфрушира
Ниже представлен список замков в округе Ренфрушир, Шотландия.
| Название                                  | Тип             | Дата постройки             | Состояние     | Изображение | Владение              | Примечания |
| ----------------------------------------- | --------------- | -------------------------- | ------------- | ----------- | --------------------- | --- |
| Башня Ошенбати (англ. Auchenbathie Tower) | рыцарская башня | XVI в.                     | руины         |             | частная собственность | Принадлежал клану Уоллес. По легенде Уильям Уоллес лично оборонял баронию Ошенбати от англичан. |
| Замок Барр (англ. Barr Castle)            | рыцарская башня | конец XV — начало XVI в.   | руины         |             | частная собственность | С конца XVI до конца XVIII века во владении ветви клана Гамильтон. Заброшен и пришёл в упадок. Охраняемый памятник. |
| Блэкхолл (англ. Blackhall Manor)          | рыцарская башня | XVI в.                     | восстановлен  |             | частная собственность | Первое укрепление построено Уолтером Фиц-Аланом ок. 1160 года. К XIX веку превратился в ферму. Принадлежал баронетам Шоу-Стюарт до 1940 года. В 1982—1983 годах реконструирован. Частная резиденция.                                              |
| Пиль Беллтрис (англ. Belltrees Peel)      | рыцарская башня | 1547—1572                  | руины         |             |                       | Необычная, низкая пиль-башня неправильной шестиугольной формы. Принадлежала семейству Семпл (Семпилл). |
| Замок Семпл (англ. Castle Semple)         | особняк         | конец XV — начало XVI в.   | не сохранился |             |                       | Построен Джоном Семпиллом, 1-м лордом Семпилл (ум. 1513) на основе замка XIII века. В 1727 году продан 12-м лордом Макдауэллам; в 1735 году возведён новый особняк. Сгорел в 1924 году; руины снесены в 1960 году.                                |
| Замок Кокрейн (англ. Cochrane Castle)     | замок           | XIV в.                     | не сохранился |             |                       | Принадлежал клану Кокрейн (с 1647 года бароны Кокрейн из Дандональда, с 1669 года — графы Дандональд). Ок. 1760 года продан Джонстонам. |
| Замок Эрскин (англ. Erskine Castle)       | неизвестно      | неизвестно                 | не сохранился |             |                       | Замли принадлежали клану Эрскин. В 1638 году куплен сэром Джоном Гамильтоном; в 1703 году продан Александру Стюарту, 5-му лорду Блантайр. |
| Замок Грифф (англ. Gryffe Castle)         | неизвестно      | до 1474                    | перестроен    |             | Glasgow Corporation   | В середине XIX века включён в особняк. К 1975 году детский дом. |
| Замок Хоукхед (англ. Hawkhead Castle)     | донжон          | конец XIV — середина XV в. | не сохранился |             |                       | Построен кланом Росс. Расширен в 1634 году, перестроен в 1782 году. В 1936—2005 годах на этом месте был госпиталь Хоукхед. Ныне — частные дома.                                                                                                   |
| Хьюстон-хаус (англ. Houston House)        | особняк         | 1780                       | сохранился    |             | частная собственность | Включает части замка XVI века, построенного графом Леннокс. Расширен в 1872 и 1873 годах. Частная резиденция. |
| Замок Инч (англ. Inch Castle)             | замок           | конец XV в.                | не сохранился |             |                       | Построен сэром Джоном Россом. В 1760 году продан, в 1777 году разобран на строительный камень для Элдерсли-хауса (снесён в 1924 году). Был расположен рядом с замком Ренфру.                                                                      |
| Замок Инчиннан (англ. Inchinnan Castle)   | замок           | ок. 1506                   | не сохранился |             |                       | Построен Мэтью Стюартом, 2-м графом Леннокс на основе более раннего здания. В 1571 году перешёл к Короне, и, в конечном итоге, приобретён Кэмпбеллами. Руины к XVIII веку.                                                                        |
| Замок Джонстон (англ. Johnstone Castle)   | рыцарская башня | XIV в.                     | перестроен    |             | частная собственность | Перестроен в особняк в виде замка в 1771 и 1812 годах. Большая часть пристроек снесена в 1950 году. Приобретён и отреставрирован в 2001 году. Частная резиденция.                                                                                 |
| Замок Ранферли (англ. Ranfurly Castle)    | замок           | ок. 1440                   | руины         |             |                       | Построен семьей Нокс, в 1665 году перешёл к графу Дандональд из клана Кокрейн. В XVIII веке заброшен и пришёл в упадок. |
| Замок Ренфру (англ. Renfrew Castle)       | замок           | середина XII в.            | не сохранился |             |                       | Построен Уолтером Фиц-Аланом. Во второй половине XIII века Джеймс Стюарт построил новый замок, ставший королевским при Роберте II. Разобран в XVIII веке, на этом месте построен Каслхилл-хаус (позже снесён). Был расположен рядом с замком Инч. |
| Замок Стэнли (англ. Stanely Castle)       | рыцарская башня | качало XV в.               | руины         |             |                       | Вероятно построен Максвеллами из Колдервуда. В 1629 году продан леди Росс из Хоукхеда. В XVIII веке перешёл к графам Глазго. Продан 4-м графом Глазго. С 1837 года частично погружён в водохранилище.                                             |